# Mont Agassiz
Pour les articles homonymes, voir Agassiz.
Le mont Agassiz (en anglais : Mount Agassiz) est un sommet de la Sierra Nevada, aux États-Unis. Il culmine à 4 235 mètres d'altitude à la limite des comtés de Fresno et d'Inyo, en Californie. Il se trouve également à la frontière du parc national de Kings Canyon et de la forêt nationale d'Inyo, respectivement dans la Sequoia-Kings Canyon Wilderness et la John Muir Wilderness.